# Гринцане-Кавур
Гринцане-Кавур (итал. Grinzane Cavour) — коммуна в Италии, располагается в регионе Пьемонт, в провинции Кунео. Первоначально называлась просто Гринцане; название изменено в 1916 году в честь архитектора единой Италии графа Кавура, который в молодости, в 1832—1849 гг., занимал должность мэра городка.
Население составляет 1823 человека (2008 г.), плотность населения составляет 495 чел./км². Занимает площадь 4 км². Почтовый индекс — 12060. Телефонный код — 0173. 
Покровительницей коммуны почитается Пресвятая Богородица (Nostra Signora del Monte Carmelo), празднование 16 июля.
Главная достопримечательность — средневековый замок с личными апартаментами Кавура, который в 2014 году был вместе с близлежащими виноградниками включён ЮНЕСКО в список Всемирного наследия.

## Демография
Динамика населения:

## Города-побратимы
- Каноза-ди-Пулья, Италия

## Администрация коммуны
- Официальный сайт: http://www.grinzane-cavour.it/